# Савремена српска архитектура
Савремена српска архитектура обухвата архитектонско стваралаштво, правце и тенденције на територији Србије од краја XX века (оријентационо од 1980-их година) до данас. Овај период карактерише плурализам стилова, преиспитивање наслеђа модерне архитектуре, утицај глобалних архитектонских токова, као и одговор на специфичне друштвене, економске и технолошке промене у земљи.

## Контекст и транзиција ка савременом добу
Крајем 1970-их и током 1980-их година, у југословенској, па и српској архитектури, почињу да се осећају знаци засићења строгим модернизмом и брутализмом. Појављују се први утицаји постмодернистичке мисли, која доноси већу слободу у форми, употребу цитата из историјских стилова, боје и декорације. Друштвене и политичке промене крајем 1980-их и током 1990-их (распад Југославије, економска криза, ратови) значајно су утицале на обим и карактер градитељске делатности, доводећи до периода стагнације, али и до појаве нових феномена попут дивље градње.

## Постмодернизам у српској архитектури(крај XX века)
Постмодернизам у Србији јавља се као реакција на униформност и често безличност касног модернизма. Карактерише га употреба историјских цитата и мотива из различитих епоха, еклектицизам, наглашена боја и текстура на фасадама, и често ироничан или разигран приступ форми. Примери постмодерне архитектуре могу се наћи у Београду и другим градовима, углавном у виду пословних и стамбених објеката грађених током 1980-их и почетком 1990-их (нпр. пословна зграда "Прогрес" у Београду, поједини хотели и тржни центри тог периода).

## Архитектонски правци и тенденције у XXI веку
Након периода транзиције, српска архитектура у XXI веку показује већу разноврсност и прати глобалне токове, али се суочава и са специфичним локалним изазовима.

### Утицаји глобалних стилова
Присутни су утицаји различитих међународних праваца као што су деконструктивизам, хај-тек архитектура, неофутуризам и минимализам. Ови утицаји се најчешће огледају у пословним и комерцијалним објектима, као и у луксузнијој стамбеној изградњи.

### Одрживаиеколошка архитектура
Последњих година расте свест о значају одрживе градње и енергетске ефикасности. Појављују се пројекти који примењују принципе зелене архитектуре, користе обновљиве изворе енергије и еколошке материјале, мада је овај тренд још увек у развоју у широј пракси.

### Дигитална архитектураи нови приступи пројектовању
Употреба CAD софтвера и BIM (Building Information Modeling) технологија постала је стандард у пројектовању. Дигитални алати омогућавају сложеније прорачуне, моделовање и реализацију иновативних форми, укључујући и параметријски дизајн.

### Ревитализација и реконструкција наслеђа
Значајан сегмент савремене архитектонске праксе представља ревитализација и адаптација постојећих објеката, како оних под заштитом као споменици културе, тако и индустријског наслеђа или објеката из периода модернизма. Циљ је очување вредности уз прилагођавање новим наменама (нпр. претварање старих фабрика у културне центре или стамбене просторе).

### Комерцијална и стамбена архитектура
Изражен је тренд изградње великих тржних центара, пословних зграда и хотела. У стамбеној архитектури, поред масовне изградње, јављају се и квалитетнији пројекти вишепородичног становања (стамбени комплекси, кондоминијуми) као и индивидуалних породичних кућа.

## Значајни савремени архитекти и њихова дела (примери)
Српска савремена архитектонска сцена има низ активних и признатих архитеката и студија. Неки од истакнутих појединаца чији рад обликује савремену архитектуру у Србији укључују (избор): Бранислав Митровић (познат по бројним пословним и стамбеним објектима), Милан Ђурић и Александар Кековић (студио ARCVS), Александар Вуја (студио DVA), Владимир Лојаница. Бројне млађе генерације архитеката такође доприносе развоју савремене сцене.

## Кључни савремени пројекти и урбанистички развој
У већим градовима Србије, посебно у Београду, реализују се или су у плану велики урбанистички пројекти који значајно мењају изглед града.
- Београд на води: Највећи и један од најдискутованијих савремених урбанистичких пројеката у Београду, који обухвата изградњу стамбених, пословних и комерцијалних објеката на обали Саве.
- Реконструкција и уређење централних градских тргова и јавних простора у многим градовима.
- Изградња нових саобраћајница, мостова и инфраструктурних објеката.

## Изазови и критике
Савремена српска архитектура суочава се са бројним изазовима:
- Утицај инвеститорског урбанизма и често низак квалитет масовне градње.
- Проблеми у урбанистичком планирању и спровођењу планова.
- Недовољна брига о очувању архитектонског наслеђа XX века.
- Питања одрживости, енергетске ефикасности и утицаја на животну средину.
- Недостатак јавне дебате и учешћа грађана у процесима планирања и изградње.

## Награде и признања у савременој архитектури
Неколико награда и признања додељује се за достигнућа у савременој српској архитектури:
- Награда "Ранко Радовић": Додељује УЛУПУДС.
- Велика награда архитектуре Савеза архитеката Србије.
- Награде Салона архитектуре у Београду (организује Музеј примењене уметности).
- Награде Привредне коморе Србије за архитектуру.